# إريك جاكوبسن (أستاذ جامعي)
اريك جاكوبسن (بالإنجليزية: Eric Jacobsen)‏ هو كيميائي أمريكي، ولد في 22 فبراير 1960 في نيويورك في الولايات المتحدة.